# École cathédrale de Paris
L'École cathédrale de Paris ou École du cloître (escoles du cloistre) ou École de Paris était l'école de la cathédrale Notre-Dame de Paris. L'école cathédrale était surtout une école de théologie mais on y enseignait aussi le droit, la médecine, et les arts libéraux. Elle est à l'origine de l'Université de Paris qui reçut un statut officiel en 1200 au travers d'une charte du roi Philippe Auguste puis fut reconnue par le pape Innocent III en 1215.
Le succès des écoles de l'École cathédrale de Paris fut fondé sur la théologie évangélique enseignée selon une nouvelle méthode pour l'explication et l'interprétation par la procédure de legere, disputare, praedicare, et des exercices scolastiques qui furent couronnés par une vraie « maîtrise » dans l'Écriture Sainte.
En 1985, l'archevêque de Paris Jean-Marie Lustiger décide de créer un nouvel institut d'enseignement pour le séminaire de Paris, qu'il fait ériger en faculté canonique par Jean Paul II le 8 décembre 1999 sous le nom de « Faculté Notre-Dame ». L'École cathédrale est, depuis septembre 2008, sise au Collège des Bernardins, dans le Ve arrondissement de Paris, qui abrite aussi l'Académie catholique de France.

## Historique

### Origine
Durant le Haut Moyen Âge, les ordonnances de Charlemagne et les prescriptions de l’Église demandent à chaque cathédrale d’ouvrir une école dans laquelle on recevait, à l’origine, les enfants et les jeunes gens qui se destinaient à l’état ecclésiastique, et plus tard tous les enfants et les jeunes gens indistinctement (Admonitio generalis, De litteris colendis, Synode de Francfort). Ce fut le cas à Paris avec le chapitre de Notre-Dame ou cloître Notre-Dame où l’on installa l’école épiscopale.

### Xesiècle
Au Xe siècle Abbon de Fleury fréquente les écoles de Paris.

### XIesiècle
Au XIe siècle les premières écoles capitulaires se créent dans l’île de la Cité autour de Notre-Dame. Au XIe siècle leur rayonnement n'égale pas celui de Laon ou de Chartres. Vers la fin du XIe siècle, les écoles du cloître de Notre-Dame de Paris étaient fréquentées par des écoliers venus de toute l'Europe. Parmi eux, les Anglais (on comprenait déjà sous ce nom les habitants de toutes les îles Britanniques : Anglais, Gallois, Irlandais) formaient le collège le plus important.

### XIIesiècle, la splendeur
Avec la consolidation de la monarchie capétienne, et la cour royale se fixant à Paris, la ville devient un grand centre urbain offrant une protection permanente. Au début du XIIe siècle, les écoles les plus célèbres de France sont celles de la cathédrale de Paris. Contrairement aux écoles monastiques les écoles épiscopales comme celle de Paris offraient aux écoliers la possibilité de choisir leur maître.
Vers 1100, Guillaume de Champeaux attirait beaucoup d'étudiants par l'enseignement de la dialectique. Son disciple Pierre Abélard fut encore plus réputé et enseigna la dialectique et la théologie. Pierre Lombard enseigne à l'école Notre-Dame à partir de 1140 et contribue à assurer l'essor du studium parisien. En 1167, de nombreux étudiants étrangers durent quitter Paris et la France à cause d'une guerre. Pierre le Chantre, chanoine de Notre-Dame, commence à enseigner après 1168.
Depuis le concile de Latran III (1179) l'Église a une mission d'enseignement et doit assigner un maître qui enseigne gratuitement aux clercs et aux écoliers pauvres.
En 1198, la fête des Fous, très populaire parmi les écoliers, est censurée.

### XIIIesiècle, l'essor de l'Université
L'enseignement des disciplines profanes quitte peu à peu l'école cathédrale et un nombre important d'écoliers se détourne de la Théologie après avoir étudié les arts libéraux. Les maîtres es arts migrent peu à peu vers la rive gauche pour échapper à la juridiction du chancelier de Notre-Dame et transférer leurs écoles sous la juridiction de Sainte-Geneviève tandis que les écoliers apprécient de quitter les vieilles rues de la Cité pour loger dans ce joli quartier.
Vers 1222 le chancelier de Notre-Dame renonce à tout espoir de regagner les « artistes » de la rive gauche et de les ramener sous
sa juridiction. L'école cathédrale conserve le droit de conférer la licence en Théologie, en Droit, et en Médecine et consent à ce que le droit de donner le bonnet de maître-ès-arts soit accordé aussi à l'abbaye de Sainte-Geneviève.
C'est de la réunion des écoles de logique établies sur la Montagne Sainte-Geneviève avec l'école de théologie, qui était resté dans le cloître de Notre-Dame, que s'est formée l'Université de Paris. La faculté de théologie est l'héritière directe de l'école Notre-Dame.

### XIVesiècle, le déclin de l'École cathédrale
Au XIVe siècle l'école cathédrale est supplantée par l'université. En 1384 le Chapitre de Notre-Dame tente sans succès de regagner le droit de donner des cours en droit canon au cloistre de l'eclise.

## Lieux d'enseignement et d'hébergement
Les écoles se trouvaient dans le groupe épiscopal qui s'étendait à l'est de l'île de la Cité, ou île royale.
Avant 1163 et le début de l'édification de la cathédrale Notre-Dame de Paris se trouvait :
- À l'ouest, la cathédrale Saint-Étienne de Paris (sa façade occidentale se trouvait à une quarantaine de mètres plus à l’ouest que la façade actuelle de Notre-Dame et le bâtiment s'étendait jusqu'à un peu plus de la moitié de la longueur de la cathédrale actuelle),
- vers le chœur de la cathédrale actuelle, une autre église dédiée à sainte Marie et nommée Notre-Dame,
- sur le côté nord le baptistère Saint-Jean le Rond,
- à l'ouest la chapelle Saint-Christophe affectée au service de l'hospitale pauperum,
- sur le côté méridional l'évêché (palais épiscopal ?),
- plusieurs autres oratoires (Saint-Denis-du-Pas à l'est, Saint-Marine et Saint-Pierre-aux-Bœufs au centre-est, et Saint-Aignan à partir de 1116-1117).

Après 1163 et le début de l'édification de la cathédrale Notre-Dame de Paris sont détruits :
- la cathédrale Saint-Étienne,
- le palais épiscopal (remplacé par un jardin et la nouvelle maison presbytérale),
- l'église Notre-Dame

### Avant 1160
Avant 1126-1127, les écoles étaient groupées dans le cloître au nord-est, à l'emplacement de l'actuel presbytère (aujourd'hui son emplacement est délimité par la rue d'Arcole, la rue du Cloître-Notre-Dame et la Seine avec le quai aux Fleurs). Il s'agissait d'un ensemble de terrains et d'édifices relevant du chapitre : quelques oratoires, une quinzaine de maisons avec leurs jardins et dépendances.
Les étudiants internes étaient logés par les chanoines dans l'enceinte du cloître. Les étudiants externes (scolare externi)) suivaient les cours dans la partie ouest du cloître, appelé Tresantia.
Après 1126-1127, la vie bruyante des écoliers troublant la sérénité du cloître, les locaux d'enseignement seront déplacés de l'autre côté de l'église, dans un local contigu à la curie épiscopale (quidam locus adherens episcopali curie). L'enseignement passait ainsi du contrôle du chapitre à celui de l'évêque et les chanoines auront l'interdiction de louer leur maison à un écolier.

### Après 1160
Lorsque Maurice de Sully monta sur le trône épiscopal en 1160, les écoles durent définitivement abandonner le cloître puisqu'il renforça l'interdiction faite aux chanoines de louer leur maison à un écolier, ou même de leur offrir l'hospitalité.
Certaines écoles étaient peut-être situées sur le parvis (Paraviso) devant la cathédrale.
Le grand nombre d'étudiants pendant le XIIe siècle avait produit une pénurie de logements.
Le cloître de Notre-Dame subit de notables changements par suite des usages variables des chapitres. Au début du XIIIe siècle du temps de Louis le Gros le cloître de Notre-Dame de Paris se composait de maisons canoniales bâties dans son enceinte, et de plusieurs autres au-dehors. Avant de monter sur le trône, il fit abattre une partie de ces maisons sises hors du cloître. Au commencement du XIVe siècle, le cloître de Notre-Dame de Paris, qui s'étendait, au nord et à l'est de la cathédrale, jusqu'au bord de la Seine, renfermait trente-sept maisons.

## Organisation
L'école épiscopale est dirigée par le chancelier ou l'écolâtre assisté par le chantre.
Au XIe et au début du XIIe siècle la direction des écoles fut confiée aux écolâtres (scolastici).
Après le second quart du XIIe siècle, les devoirs de l'écolâtre furent assumés par le chancelier.

### Enfants
Les enfants étaient dirigés par le chantre du chapitre.

### Écoliers avancés
Les écoliers avancés étaient soumis au chancelier.

## Enseignement
Enseignement de l'École de Paris était basé sur une méthode pour l'explication et l'interprétation des textes religieux par la procédure de legere, disputare, praedicare, et des exercices scolastiques.

### Théologie
L'école cathédrale de Paris excellait surtout dans l'enseignement de la théologie.
En 1207, le nombre des chaires fut limité à huit. En 1254, le nombre des chaires fut augmenté à douze, et trois furent réservées pour les chanoines de Notre-Dame.
Principaux enseignants :
- Pierre Abélard, leçons sur Ézéchiel
- Pierre Lombard, lecture de ses Sentences
- Pierre de Poitiers, pendant trente-huit ans
- Pierre le Mangeur
- Pierre le Chantre

## Bibliothèque du chapitre
Au XIIIe siècle les livres sont en petit nombre. Des anciens élèves donnent leurs livres.

## Grades
Les diplômes étaient en principe gratuits mais certains maîtres demandaient des rétributions monétaires. En 1179 le concile de Latran renforça de nouveau les décrets antérieurs contre la vente de la licence.

### Licence
licence d'enseigner (licentia docendi)

### Maître
Maître (magister)
Le titre de maître (magister) était réservé aux personnes qui se distinguaient dans l'enseignement des disciplines des arts, de décret, de médecine, et de théologie.

## Personnalités

### Maîtres et écoliers
- Pierre Abélard, (1079-1142) écolier puis maître
- Herbert de Bosham, (mort en 1186)
- Guillaume de Champeaux, (1070-1121)
- Pierre le Chantre, (mort en 1197)
- Jean de Cornouailles, écolier
- Abbon de Fleury, (né v. 940-945-1004)
- Anselme de Laon (né entre 1050 et 1055-1117), écolier vers 1084-1088[7]
- Pierre Lombard, (né vers 1100 - 1160) Magister
- Pierre le Mangeur, (1110-1179) écolier puis maître
- Pierre de Poitiers, (mort en 1205/1206), chancelier
- Hugues de Saint-Victor (1096-1141)
- Maurice de Sully, (né entre 1105 et 1120 - mort en 1196), écolier puis maître

### Chanceliers et Écolâtresdirecteurs
Voir aussi : Chancelier de l'Université de Paris
Certains chanceliers de l'École cathédrale de Paris apparaissent dans divers ouvrages comme Chancelier de l'église de Paris, chancelier de l’église métropolitaine ou Chancelier de l'Université de Paris.
Plusieurs écolâtres ont eu une fonction de direction.

#### Écolâtresdirecteurs
- Guillaume de Champeaux, Écolâtre directeurs (jusque 1108)

#### Chanceliers
- Robert, (autour de 1116-1117)
- Algrin (Algrinus), (vers 1120-1146 ou 1124-1152)
- Pierre de Poitiers, (également Chancelier de l'Université de Paris ?)
- Odon de Soissons, (1164-1168)
- Pierre le Mangeur, (1168-1178)
- Hilduin, (1180-1193) (également Chancelier de l'Université de Paris ?)
- Pierre de Poitiers, (1193-1205)
- Bernard Chabert, (Bernard Chabert III ?) (1205)
- Jean de Candelis, (de 1209 à 1214 ou 1215)
- Etienne de Reims, (de 1214 ou 1215 à 1218)
- Philippe le Chancelier, (1218-1236) (appelé à tort Philippe de Grève)
- Guiard de Laon (Guiardus), (1236-1238)
- Eudes de Châteauroux, (1238-1244) (également Chancelier de l'Université de Paris ?)
- Etienne Tempier, (1263-1264)
- Jean Gerson, (de ? à ?) (également Chancelier de l'Université de Paris ?)

## Aujourd'hui
L'École cathédrale de Paris est le centre de formation du diocèse de Paris depuis 1984. Il a été fondé par le cardinal Jean-Marie Lustiger qui souhaitait favoriser l'émergence d'un centre d'enseignement diocésain et y permettre une formation « conforme » à sa responsabilité d'évêque. Le 8 décembre 1999, le studium de théologie est reconnue par le Saint-Siège comme une faculté canonique, sous le nom de Faculté Notre-Dame. Comme le souligne Henri Tincq, cette décision peut également se comprendre comme une volonté de « reprise en main » par l'évêque de l'enseignement de la théologie, jusque-là dispensée à la Catho de Paris. En effet, Jean-Marie Lustiger ne faisait pas mystère de son opposition à cette institution, qu'il jugeait « trop déstabilisatrice et pas assez constructive ». Elle a bientôt aspiré une partie du vivier des étudiants de la Catho, passant à plus de quatre mille étudiants pour l'année 2008[réf. nécessaire].
L'École cathédrale contient en son sein un établissement privé d'enseignement supérieur.
Elle regroupe principalement les sections ou formations suivantes :
- La faculté de théologie Notre-Dame, qui forme des séminaristes, religieux, laïcs. Elle décerne des diplômes reconnus par le Vatican : de bachelier en théologie (cinq ou six ans d'études), licencié en théologie (deux ans après le baccalauréat en théologie) à docteur en théologie (au moins trois ans après la licence).
- Les cours publics, plus largement ouverts, accueillent toute personne, en journée ou en soirée, soucieuse d'approfondir sa foi. Au sein des cours publics, une section "Judaïsme" a pour objectif de faire connaître aux chrétiens les racines juives de leur foi ainsi que le judaïsme.
- La formation des responsables, qui sur deux ans, propose une formation aux personnes portant des responsabilités dans les paroisses et mouvements…

L'École cathédrale accueille également l'Institut de la famille s'adressant à ceux qui veulent réfléchir aux questions relatives à la famille, à la lumière de l'Évangile et de l'enseignement de l'Église.

### Liste des professeurs contemporains
- Christine Pellistrandi : cours consacrés à l'étude des Psaumes, et cours consacrés à l'étude de l'Apocalypse.

## Pour approfondir